# دغبج
دَغَبجَ قرية من قرى وادي الصفراء، تقع غرب المدينة المنورة بمسافة حوالي 120 كيلو، وتتبع إداريا محافظة بدر والواقعة غرب منطقة المدينة المنورة في السعودية.

## التاريخ
أحد خيوف وادي الصفراء يقع بين الواسطة والحسنية. وبه خيفان (دغبج - دغيبج) وكان لكل خيف عين مستقله عن الأخرى